# ماركوس جونز
ماركوس جونز (بالإنجليزية: Marcus Jones )‏ (و. 1974 – م) هو سياسي، من المملكة المتحدة، هو عضوٌ في حزب المحافظين.

## مناصب
تولى منصب عضو البرلمان في المملكة المتحدة ‏.